# يوكنعام موشافا
يوكنعام (بالعبرية: יָקְנְעָם) هو موشافا يقع في المنطقة الشمالية من إسرائيل، على مشارف مدينة يوكنعام عيليت. يقع على حدود مرج ابن عامر ومرتفعات مناشيه، بني على انقاض قرية قامون. يتبع الموساسات إدارياً إلى مجلس مجيدو الإقليمي وتديره لجنة محلية يتم انتخابها كل خمس سنوات. في عام 2017 بلغ عدد سكانه 1,367 نسمة.

## تاريخيا[5]
ومن الناحيةِ التنظيميةِ فإنَّ المستوطنةَ تابعةٌ للحركةِ النقابيةِ الزراعية. تشملُ الحيازاتُ الزراعيةَ الحظائرَ وأقفاصَ الدجاجِ والشققِ والفواكهِ والخضرواتِ والزهورِ والمشاتلِ والمحاصيلِ الحقلية.
في بداياتِها، قادَ يَشُوع هِنكين جمعَ التبرعاتِ لمصلحةِ المستوطنة، وعلى عكسِ معظمِ المستوطناتِ التي أُقيمتْ في ذلكَ الوقت، تمَّ إنشاءُ المستوطنةِ بشكلٍ خاصٍّ ودونَ دعمٍ من الهيئاتِ الصهيونيةِ الأخرى.
في عامِ 1934، اشترتْ شركةُ “التدريبِ الاستيطاني” 20 ألفَ دونمٍ في محيطِ تلِّ يُوكنْعام. وتمَّ بيعُ 3200 دونمٍ من المنطقةِ إلى الصندوقِ القوميِّ لإسرائيل، وبيعُ جزءٍ منها لمستوطنينَ خاصين. كانت الخطةُ تهدفُ إلى إنشاءِ مُستوطنةٍ كبيرةٍ تضمُّ 400 عائلةٍ واستيطانَ 120 عائلةً أخرى من المهاجرينَ الألمان على أرضِ المؤسسةِ الحالية. كانت عائلةُ شبتايل دويتش هي أولُ عائلةٍ سكنتْ في يُوكنْعام، حيثُ عاشوا في البدايةِ في خيمةٍ ثم في كُوخٍ بالقربِ من البئرِ في منطقةِ ميسورةٍ عندَ سفحِ الجبل، عاشتْ هذه العائلةُ الرائدةُ في يُوكنْعام قبلَ بقيةِ المستوطنينَ بحوالي عامين، وعاشتْ ظروفًا صعبةً للغاية، حيثُ لم يكنْ حولَها سوى قرى عربية.
كانت مُستوطنةُ يُوكنْعام جزءًا من لجنةِ جشِّ ناهل. عندَ اتخاذِ القرارِ بشأنِ إنشاءِ سلطاتٍ محلية، تردَّدَ مسؤولو يُوكنْعام بين المشاركةِ في المجلسِ الإقليميِّ لمجدو أو إنشاءِ مجلسٍ محليٍّ منفصل، وفي النهايةِ تمَّ اتخاذُ القرار لصالحِ المجلسِ المنفصلِ الذي تأسَّسَ في نهايةِ عامِ 1945. هذا القرارُ تطلَّبَ زيادةً كبيرةً في عددِ السكانَ لضمانِ استقرارِ المستوطنةِ بشكلٍ مستقل.
وفي تموز/يوليو 1950، أُقيمتْ بالقربِ من المستوطنةِ في أعلى الجبل، معسكرٌ للعبورِ والذي حتى عامِ 1967 كانَ جزءًا من مجلسٍ محليٍّ واحدٍ معَ المستوطنة. ترأسَ المجلسَ بينَ عامي 1950-1955 فريتز لوينغز، الذي كانَ مركزَ الجمعيةِ الزراعيةِ ورئيسَ اللجنةِ منذُ عامِ 1940. بدأَ المعسكرُ خطواتهِ الأولى بوصولِ 250 عائلةً من المهاجرين، بعدَ أن استجابتْ المستوطنةُ لتحدي استيعابِ المواطنينَ ووافقتْ على استيعابِ 100 عائلة.
وفي عامِ 1964 ضمتْ يُوكنْعام 4300 نسمةً، منهم 160 عائلةً سكنتْ المستوطنة، في نفسِ العام، انتقلتْ إدارةُ المجلسِ المحليِّ من المستوطنةِ إلى مبنىً جديدٍ على الجبل. في عامِ 1966، طلبَ ممثلو المستوطنةِ والبلدةِ من وزارةِ الداخليةِ الانفصالَ عن بعضهم البعض، وفي عامِ 1967، انفصلتْ المستوطنةُ عن المجلسِ المحليِّ وأصبحَ اسمُ (يُوكنْعام) خاصًا بالمستوطنةِ بينما سُمِّيَ المجلسُ المحليُّ الرسميُّ (يُوكنْعام عليا)، في عامِ 1967، انضمتْ مُستوطنةُ يُوكنْعام إلى المجلسِ الإقليميِّ لمجدو.

## أعلام
- رام ستراوس

## قراءة معمقة
- Levinger, Perez (1987). Land purchase in Yokenam area affair نسخة محفوظة 3 مارس 2016 على موقع واي باك مشين. (פרשת רכישת הקרקעות באזור יקנעם) (Catedra, p. 153 - 170)
- Levinger، Perez (1993). Yokneam, The Irregular Village, 1935 - 1985. Maarechet.